# Иван Манчев
Иван Манчев е български шеф-готвач, ресторантьор, тв водещ и автор на книги с рецепти.

## Биография
Шеф Манчев е роден в София на 8 февруари 1973 г. Баща му е автомонтьор, а майка му се е състезавала в националния отбор по волейбол. Завършва техникум по обществено хранене в ранния период на демократичните промени в България и решава да подеме собствен бизнес. Открива павилион за сандвичи на виден столичен булевард, но бизнеса не потръгва и той го продава. Известно време работи също на круизен кораб. За готварството го вдъхновява неговата баба.
Той е собственик на ресторант „Кактус“ в пряка на „Витошка“.
Водещ и продуцент е на предаванията „Черешката на тортата“ и „Кошмари в кухнята“. Шеф Иван Манчев и Димитър Тончев работят съвместно с Lidl, където предлагат интересни рецепти.

### Книги
Сред книгите на шеф Иван Манчев най-популярни са:
- „LIDL Заслужава си!“
- „104 рецепти на Манчев и Шишков“
- „Манчев срещу Шишков“
- „Мечти и кошмари“
- „Любимо от родната кухня“
- „Черешките от Черешката на тортата“